# Новосоколники
Новосоколники (на руски: Новосокольники) е град в Русия, административен център на Новосоколнически район, Псковска област. Населението на града към 1 януари 2018 година е 7219 души.

## Физико-географска характеристика
Градът е разположен на река Мали Удрай. Намира се на приблизително на 287 километра югоизточно от град Псков.

## История
Новосоколники е основан през 1901 година, през 1925 година получава статут на град.